# Tahmoh Penikett
Tahmoh Penikett (* 20. května 1975 Whitehorse, Yukon) je kanadský herec.
V prvním televizním filmu, Murder on the Iditarod Trail, se objevil v roce 1996. Herectví se začal více věnovat po roce 2002, kdy účinkoval v epizodních rolích v seriálech Glory Days, Černý anděl a Hvězdná brána. Roku 2003 hrál v minisérii Battlestar Galactica poručíka Karla „Helo“ Agathona, přičemž v této roli působil i v navazujícím seriálu Battlestar Galactica v letech 2004–2009. V letech 2004 a 2005 působil i v seriálu Jednotka zpětného nasazení, v letech 2009 a 2010 v seriálu Dům loutek, v němž ztvárnil agenta FBI Paula Ballarda. Následně hostoval např. v seriálech The Killing, Městečko Haven, Castle na zabití, Continuum, Kauzy podle Kate, Arrow, Bomb Girls, Lovci duchů, Láska ke hvězdám, Myšlenky zločince nebo Království. Hrál také v několika filmech, např. ve snímcích Halloweenská noc a Muž z oceli.
Jeho otcem je bývalý yukonský premiér Tony Penikett.